# Internationella luftfartsutställningen i Stockholm 1931

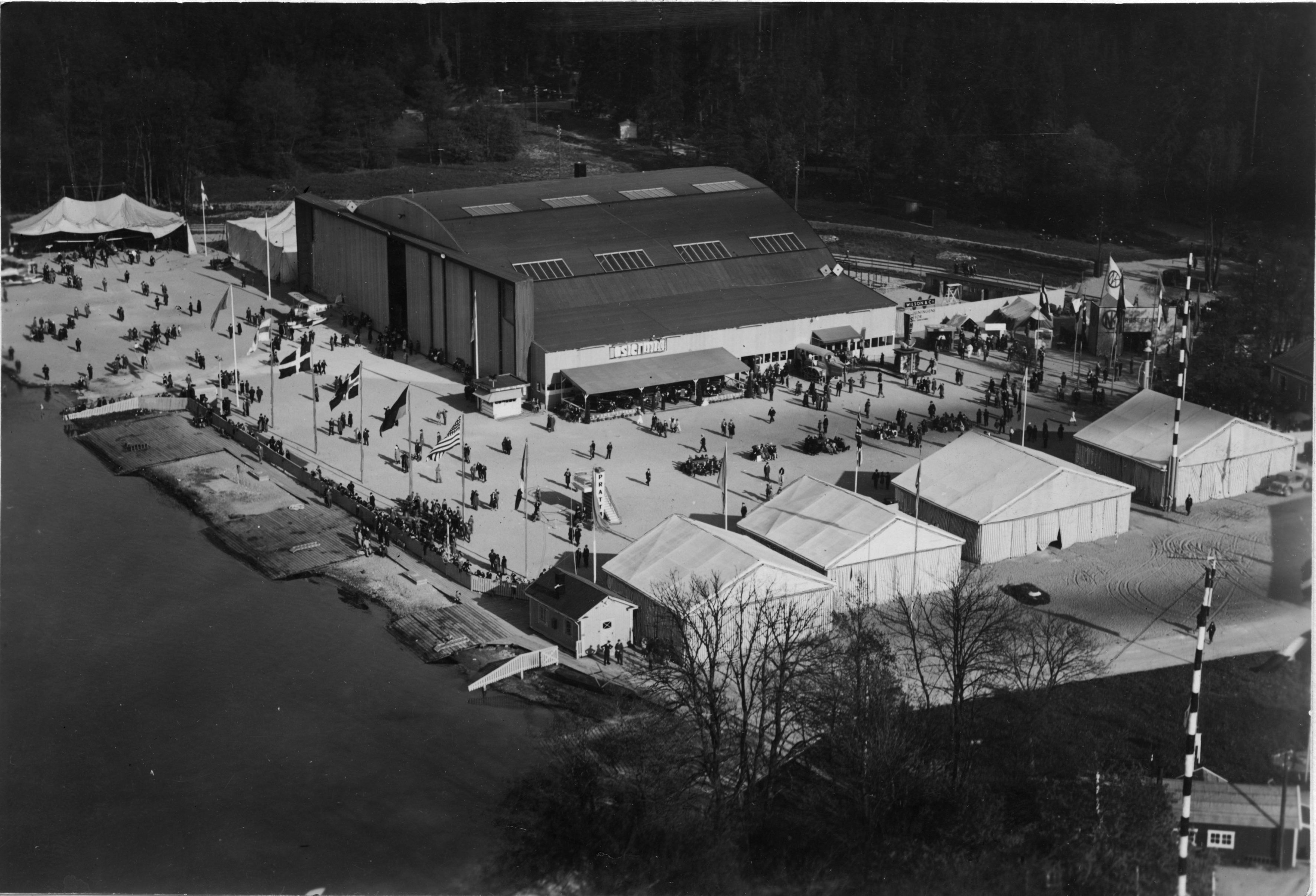
Internationella luftfartsutställningen, ILIS 1931, i Stockholms flyghamn.

Internationella luftfartsutställningen i Stockholm 1931 (ILIS 1931) var en internationell flygutställning som hölls vid Lindarängens flyghamn.

## Utställningen
Utställningen hölls 15 maj till 31 maj med fasta utställningar på Lindarängen.

### Historiska avdelningen

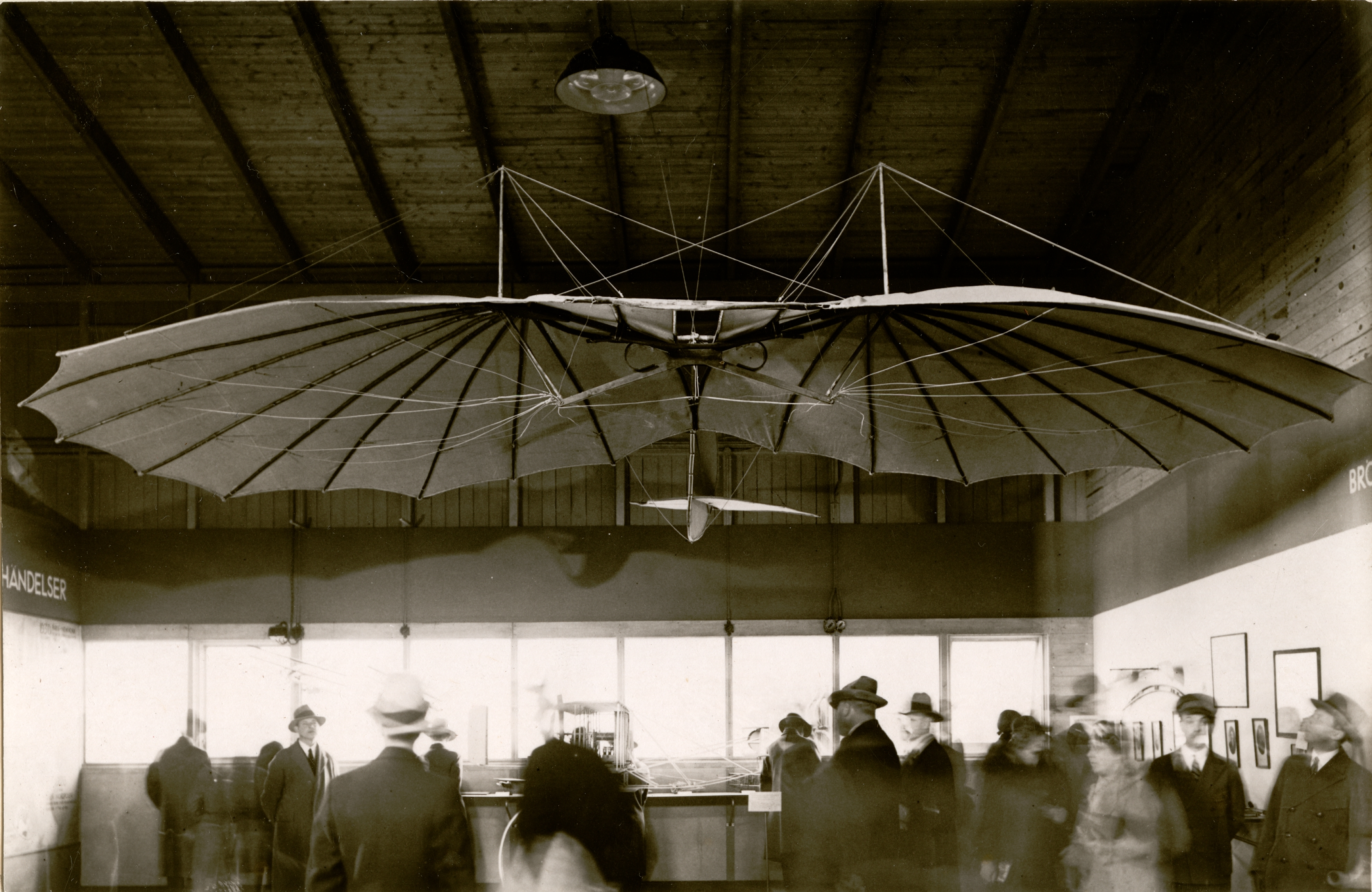
En replik av Otto Lillienthals glidflygare tillverkades för ILIS 1931 och visades även på ILIS 1936.

Den historiska avdelningen genomfördes av Torsten Althin. Namn som Swedenborg, de Laval och Nyberg hedrades. En kopia av Lilienthals glidflygplan visades.

### Tekniska avdelningen
I den tekniska avdelningen demonstrerades aerodynamiska, tekniska och vetenskapliga bakgrunden till flyget.
I samband med ILIS 1931 anordnade Kungliga Ingenjörsvetenskapsakademien (IVA) en flygteknisk konferens med start 18 maj. Juan de la Cierva höll föredrag om utvecklandet av autogiron som också demonstrerades.